# Mecedanum canaliculatum
Mecedanum canaliculatum là một loài bọ cánh cứng trong họ Zopheridae. Loài này được Fairmaire miêu tả khoa học năm 1899.